# توزیع وارن نرمال-ویشارت
در نظریه احتمالات و آمار توزیع وارون نرمال-ویشارت خانواده ای پیوسته از توزیع‌ها با 4 پارامتر است. این توزیع معمولاً در آمار بیزی زمانی که بردار میانگین و ماتریس کواریانس (عکس ماتریس دقت) نامعلوم باشند، کاربرد دارد. 

## تعریف
اگر متغیر میانگین را با توزیعی نرمال تعریف کنیم 
{\displaystyle {\boldsymbol {\mu }}|{\boldsymbol {\mu }}_{0},\lambda ,{\boldsymbol {\Sigma }}\sim {\mathcal {N}}\left({\boldsymbol {\mu }}{\Big |}{\boldsymbol {\mu }}_{0},{\frac {1}{\lambda }}{\boldsymbol {\Sigma }}\right)}
و همچنین متغیر ماتریس کواریانس را با توزیع ویشارت
{\displaystyle {\boldsymbol {\Sigma }}|{\boldsymbol {\Psi }},\nu \sim {\mathcal {W}}^{-1}({\boldsymbol {\Sigma }}|{\boldsymbol {\Psi }},\nu )}
توزیع مشترک آن‌ها را به صورت زیر نمایش می‌دهیم
{\displaystyle ({\boldsymbol {\mu }},{\boldsymbol {\Sigma }})\sim \mathrm {NIW} ({\boldsymbol {\mu }}_{0},\lambda ,{\boldsymbol {\Psi }},\nu ).}
که عبارت است از: 
{\displaystyle f({\boldsymbol {\mu }},{\boldsymbol {\Sigma }}|{\boldsymbol {\mu }}_{0},\lambda ,{\boldsymbol {\Psi }},\nu )={\mathcal {N}}\left({\boldsymbol {\mu }}{\Big |}{\boldsymbol {\mu }}_{0},{\frac {1}{\lambda }}{\boldsymbol {\Sigma }}\right){\mathcal {W}}^{-1}({\boldsymbol {\Sigma }}|{\boldsymbol {\Psi }},\nu )}

## توزیع های مربوطه
- توزیع نرمال-ویشارت
- توزیع وارون نرمال-گاما
- توزیع ویشارت وارونه

## سایر
1. ↑  Murphy, Kevin P. (2007). "Conjugate Bayesian analysis of the Gaussian distribution."